# Ratpenat pilós d'ales clares
El ratpenat pilós d'ales clares (Kerivoula pellucida) és una espècie de ratpenat de la família dels vespertiliònids que es troba a Brunei, Indonèsia, Malàisia i les Filipines.